# Resolution 592 des UN-Sicherheitsrates
Die Resolution 592 des UNO-Sicherheitsrates befasst sich mit der Situation in den von Israel besetzten Gebieten.
Die Resolution wurde am 8. Dezember 1986 auf der 2727. Versammlung des Gremiums beschlossen. Der Rat forderte Israel auf, sich an die Genfer Konventionen zu halten und verurteilte die Schüsse der Israelische Verteidigungsstreitkräfte (IDF) auf demonstrierende, unbewaffnete Studenten, bei denen zwei Mitglieder der Universität Bir Zait ums Leben kamen. Außerdem forderte der Rat Israel auf, inhaftierte Demonstranten freizulassen.